# Rafael Visinelli
Rafael Visinelli (* 5. Februar 1985) ist ein italienischer Cyclocrossfahrer.
Visinelli wurde 2006 bei der italienischen Crossmeisterschaft in Lecce Zweiter im Rennen der U23-Klasse und wurde Meister der U23. In der Saison 2007/08 gewann er den Valtellina Iperal Cross in Morbegno, ein Rennen des internationalen Kalenders.

## Erfolge
2006/2007
- Italienischer Crossmeister (U23)

2007/2008
- Valtellina Iperal Cross, Morbegno